# La Cordillère des songes
Pour plus de détails, voir Fiche technique et Distribution.
La Cordillère des songes (La cordillera de los sueños) est un film franco-chilien réalisé par Patricio Guzmán, sorti en 2019.

## Intervenants
- Pablo Salas, documentariste
- Jorge Baradit, écrivain
- Vicente Gajardo, sculpteur
- Francisco Gazitúa, sculpteur

## Fiche technique
- Titre original : La cordillera de los sueños
- Titre français : La Cordillère des songes
- Réalisation et scénario : Patricio Guzmán
- Pays d'origine :  France,  Chili
- Format : Couleurs - 35 mm
- Genre : documentaire
- Durée : 84 minutes
- Dates de sortie :
  - France : 17 mai 2019 (Festival de Cannes 2019), 30 octobre 2019 (sortie nationale)

## Sortie

### Accueil critique
En France, le site Allociné recense une moyenne des critiques presse de 3,7/5.

### Box-office
- France : 38 521 entrées[2]

## Distinctions

### Récompense
- Festival de Cannes 2019 : Œil d'or[3]

### Nomination
- César 2020 : Meilleur film documentaire

### Sélections
- Festival international du film de Saint-Sébastien 2019 : sélection en section Horizontes latinos
- Festival Biarritz Amérique latine 2019 : présentation en avant-première